# Lil Mama
Niatia Jessica Kirkland (n. pe 4 octombrie 1989), cunoscută sub numele de scenă „Lil Mama”, este o cântăreață americană, dansatoare, compozitoare de melodii și o fostă membră a Jive Records.
Kirkland s-a nascut în Harlem apoi s-a mutat în Brooklyn, New York unde a studiat la Edward R. Murrow High School. A contribuit la a doua variantă a melodiei Boyfriend cântată de Avril Lavrigne. 
1. ↑  „Lil Mama”, Gemeinsame Normdatei, accesat în 27 aprilie 2014
2. ↑  „Lil Mama”, Gemeinsame Normdatei, accesat în 12 decembrie 2014